# Sixten Veit
Pour les articles homonymes, voir Veit.
Sixten Veit, né le 7 janvier 1970, est un footballeur allemand.

## Carrière
Sixten Veit commence le football aux Traktor Oberbobritzsch. En 1982, Veit change et va jouer dans le KJS Karl-Marx-Stadt dans le club de Chemnitzer FC. Il ne réussit pas à s'imposer au sein de l'équipe professionnelle. Ensuite, il joue pour l'ASG Vorwärts Leipzig en 1989.
En 1990, il joue au club allemand de FSV Krumhermersdorf.
De 1991 à 1995, il joue au club de Chemnitzer FC.
De 1995 à 2001, il joue au Hertha BSC avant d'être transféré au Besiktas Istanbul.
En 2002, il revient en Allemagne aux 1.FC Union Berlin puis en 2004, il passe au Hallescher FC où il terminera sa carrière.